# Das verbotene Spiel
Das verbotene Spiel ist eine dreiteilige deutsche Science-Fiction-Fernsehserie, die im Jahr 1979 von TV 2000 produziert wurde. Regie führte George Moorse, Drehbuchautor waren Moorse und Nenad Djapic.

## Einleitung
Die Menschheit des 22. Jahrhunderts hat Krieg, Hungersnöte und Unterdrückung überwunden und ein Zeitalter der Eintracht, des Wohlstandes und eines fantastischen technischen Fortschritts geschaffen. Damit dies so bleibt, wurde jegliches Streben nach Konkurrenz unterdrückt. Somit wurden auch Spiele abgeschafft, damit niemand mehr danach strebt, Sieger zu sein und sich über andere zu erheben. Über diese Gesetze wacht der Ältestenrat im Auftrag des Richters der Weisheit.
Zur Abschreckung werden die Kinder dieser Zeit einmal im Jahr in die Vergangenheit entsandt, um einen Vergleich zu haben. Sie sollen sehen, wie vorteilhaft es ist, ohne Nöte zu leben.
Bei einer dieser Expeditionen allerdings entdecken die Kinder, dass Spiele durchaus Spaß machen können. Jedoch ahnen sie nicht, wie sie damit den Frieden auf der Erde in Gefahr bringen.

## Inhalt
Jedes Jahr werden die Kinder des 22. Jahrhunderts gemeinsam mit ihren Lehrern in verschiedene Epochen der Menschheit geschickt, z. B. ins Zeitalter der Pest oder ins 20. Jahrhundert. Die Möglichkeit, durch Zeit und Raum zu reisen wird aber grundsätzlich nur dazu genutzt, um den Kindern Katastrophen zu demonstrieren. Durch diese praktische Erfahrung mit der Vergangenheit sollen sie lernen, ihre eigene Gegenwart zu schätzen. Eines Tages erhält Gen, ein junger Lehrer, den Auftrag, mit seinen Schülern Jet, Jer und Asa ins 20. Jahrhundert zu reisen. Ziel ist eine Stadt in Mitteleuropa der siebziger Jahre. Sie sollen sich dort einen sterbenden, durch Umweltverschmutzung verdreckten Fluss ansehen, der nur noch tote Fische führt. So bereiten sie sich auf diese Reise vor. Was Gen nicht weiß, der Ältestenrat hat ihn im Verdacht, die Regeln nicht genau genug zu befolgen. Gen erscheint ihnen gefährlich, da er ein neugieriger und aufgeweckter Mensch ist. Zu seiner Überwachung entsenden sie Gos, den sie zum Helfer des Ältestenrat ausgebildet haben.
Gen landet mit den Kindern in Nähe einer Stadt an einer Autobahn. Schnell kommt es anders als geplant: Statt mit dem Bus zum Fluss zu fahren, steigen der Lehrer und die Kinder in einen Kleinbus, der einem Puppenspieler und seiner Frau gehört und fahren in die Stadt. Dort kommen die Kinder mit Marionetten in Berührung und beginnen sich dafür zu interessieren. Sie erhalten sogar eine Kasperpuppe geschenkt. Gen, der eigentlich darüber wachen soll, dass es keinen Kontakt zur Bevölkerung gibt, verhindert dies nicht. Im Gegenteil.
In der Stadt streifen sie durch Kaufhäuser und bemerken schließlich ihren Verfolger, Gos. Er berichtet später dem Ältestenrat von der Reise, dessen Verlauf sie mehr als beunruhigt.
Als Gen gemeinsam mit den Kindern anfängt, Puppen zu bauen und immer mehr Kinder und auch Erwachsene sich dafür zu interessieren beginnen, greifen sie hart durch. Reisen in die Vergangenheit werden verboten. Gen, der Werkzeug von Gat erhalten hat, welcher bereits früher ausgestoßen wurde, wird verhört, verweigert aber jede Aussage. Beweise sollen nun gegen ihn gesammelt werden, damit auch er und seine Freundin Ala, die ihn eifrig unterstützte, ausgestoßen werden können. Die Kinder und Ala ihrerseits erhoffen sich Hilfe von Gat. Sie gehen eines Nachts ins Lager der Ausgestoßenen, die fern in einer Art Wüste leben müssen. Doch sie werden von Gos und seinen Männern, den sogenannten Baumpflanzern, aufgestöbert. Dabei werden noch mehr Sachen, die Gat aus der Vergangenheit „eingeschleust“ hatte, beschlagnahmt. Beweise sind nun genug gesammelt, um die Verdächtigen verurteilen zu können. Daraufhin beschließen die Kinder, der Gemeinschaft den Rücken zu kehren. Sie verstecken sich in einem Gewölbe, das sie zuvor von unzähligen Schlingpflanzen befreien mussten. Ohne es zu ahnen, haben sie dabei den Richter der Weisheit befreit, einen roboterähnlicher Computer von genialer Ausprägung. Er konnte seit knapp hundert Jahren nicht mehr arbeiten, da die vielen Schlingpflanzen seine Schaltkreise störten. Der Richter erklärt den Kindern, dass Spielen nicht verboten sei und greift am Tage der Verhandlung gegen Gen und seine Freunde ein und bricht so die Macht des Ältestenrates, der all die Jahre nur behauptet hatte, in seinem Namen zu handeln. Von diesem Tag an ist Spielen nicht mehr verboten.

## Sonstiges
Die Art und Weise des Vorgehens des Ältestenrates und seiner Helfer erinnern an eine Diktatur. Personen werden gezielt überwacht, die im Verdacht stehen, gegen Regeln zu verstoßen. Wirkliche Freiheit in dem angeblich perfekten Zeitalter gibt es nicht. Zwar gibt es technische Möglichkeiten wie Zeitreise oder auch telepathische Verständigung, ein enges Zusammenleben mit der Natur oder keine Umweltverschmutzung. Doch wird jede Form des Vergnügens oder jede Form des Strebens nach einer individuellen Lebensweise sanktioniert. Als die gebauten Puppen und das dazugehörige Werkzeug des Lehrer Gen und seiner Schüler beschlagnahmt werden, werden diese obendrein feierlich verbrannt. Für den Zuschauer erschließt sich hier eine Parallele zur Bücherverbrennung der Nazis im Dritten Reich.

## Film
Die Serie erschien auch als zusammenhängender Film, der etwa 100 Minuten lang ist.

## Episoden
1. Der Verfolger
2. Das Geheimnis der Kristalle
3. Die Ausgestoßenen

## Veröffentlichung
Die Serie wurde am 10. September 2010 vom Label Pidax Film mit einer Altersfreigabe FSK 12 auf DVD veröffentlicht.